# آنا بلوم
آنا بلوم (بالألمانية: Anna Blum) (و. 1843 – 1917 م) هي موظف، من الرايخ الألماني، ولدت في هايدلبرغ، توفيت في هايدلبرغ، عن عمر يناهز 74 عاماً.